# Новий Подось
Новий Подось (пол. Nowy Podoś) — село в Польщі, у гміні Плоняви-Брамура Маковського повіту Мазовецького воєводства.
Населення — 169 осіб (2011).
У 1975-1998 роках село належало до Остроленцького воєводства.

## Демографія
Демографічна структура станом на 31 березня 2011 року:
|          | Загалом | Допрацездатний вік | Працездатний вік | Постпрацездатний вік |
| -------- | ------- | ------------------ | ---------------- | -------------------- |
| Чоловіки | 85      | 18                 | 55               | 12                   |
| Жінки    | 84      | 20                 | 41               | 23                   |
| Разом    | 169     | 38                 | 96               | 35                   |